# Kriegsverbrecherprozess

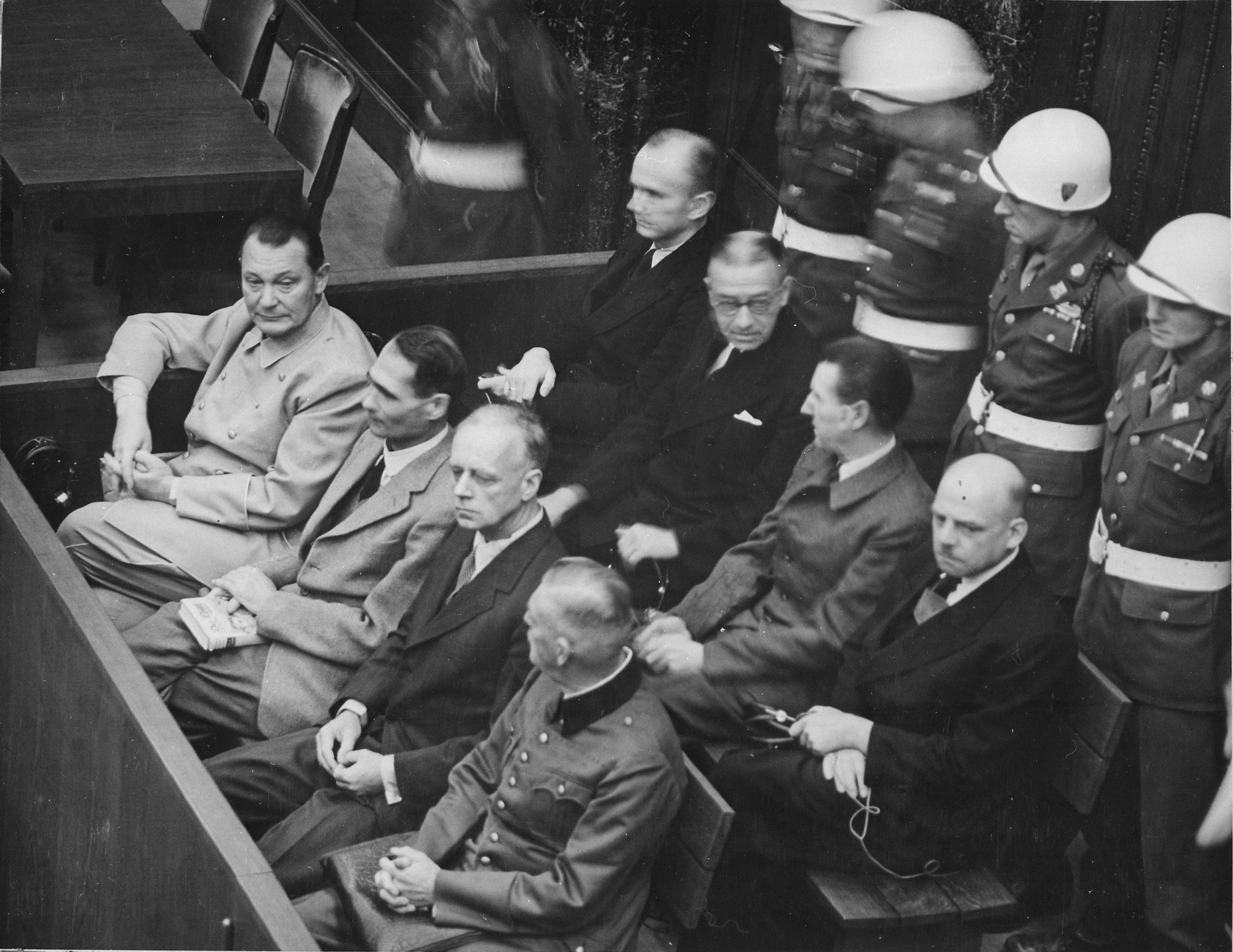
Angeklagte bei den Nürnberger Prozessen. Vordere Reihe, von links: Hermann Göring, Rudolf Heß, Joachim von Ribbentrop, Wilhelm Keitel.
Dahinter, von links: Karl Dönitz, Erich Raeder, Baldur von Schirach, Fritz Sauckel

Bei einem Kriegsverbrecherprozess werden die von Angeklagten in einem Krieg begangenen Verbrechen gerichtlich festgestellt und strafrechtlich geahndet.
Nach dem Zweiten Weltkrieg kam es zu mehreren von den Siegermächten angestrengten Prozessen gegen deutsche und japanische Kriegsverbrecher, die zum Teil vor einem Internationalen Militärtribunal (IMT) (Nürnberger Prozess gegen die Hauptkriegsverbrecher und Tokioter Prozesse), vor Militärgerichten der einzelnen Siegermächte, vor Gerichten der von Deutschland besetzt gewesenen Länder und auch vor deutschen Gerichten sowohl in der Bundesrepublik als auch in der DDR stattfanden. Im von den Alliierten besetzten Japan kam es nach 1946 ebenfalls zu mehreren Prozessen gegen Kriegsverbrecher.
1993 wurde der Internationale Strafgerichtshof für das ehemalige Jugoslawien in Den Haag zur Verfolgung von Kriegsverbrechen während der Jugoslawienkriege und 1994 der Internationale Strafgerichtshof für Ruanda in Arusha jeweils als ad-hoc-Gerichtshöfe gegründet. 
1998 wurde auf einer Konferenz in Rom die Gründung des Internationalen Strafgerichtshofs (IStGH) beschlossen, der der erste ständige internationale Strafgerichtshof ist und nicht auf einen bestimmten Konflikt begrenzt ist.

## Liste der Kriegsverbrecherprozesse
Die Liste enthält eine Auswahl von Kriegsverbrecherprozessen nach dem Ende des Ersten Weltkriegs ohne einen Anspruch auf Vollständigkeit.
| Jahr(e)        | Bezeichnung                                                    | Ort der Verhandlungen                         | Inhalt                                                                                     |
| -------------- | -------------------------------------------------------------- | --------------------------------------------- | ------------------------------------------------------------------------------------------ |
| 1921–1927      | Leipziger Prozesse                                             | Leipzig                                       | Anklage gegen deutsche Kriegsverbrecher                                                    |
| 1945–1949      | Nürnberger Prozesse                                            | Nürnberg                                      | Anklage gegen Verantwortliche des Nationalsozialismus                                      |
| 1945–1946      | Nürnberger Prozess gegen die Hauptkriegsverbrecher             | Nürnberg                                      | Anklage der Hauptverantwortlichen der Gräuel des Zweiten Weltkriegs                        |
| 1945–1948      | Dachauer Prozesse                                              | Konzentrationslager Dachau                    | Anklage u. a. gegen Mannschaften verschiedener Konzentrationslager                         |
| 1945–1947      | Fliegerprozesse                                                | zusammen mit den Dachauer Prozessen in Dachau | Anklagen wegen der Tötung und Misshandlung kampfunfähiger Fliegerbesatzungen.              |
| 1945–1949      | Kriegsverbrecherprozesse von Guam                              | Kwajalein, Chichi-jima, Truk-Inseln, Guam     | Anklagen wegen Kriegsverbrechen während des Pazifikkriegs                                  |
| 1946–1949      | Kriegsverbrecherprozesse von Yokohama                          | Yokohama                                      | Anklagen wegen Kriegsverbrechen während des Pazifikkriegs                                  |
| 1946–1947/1966 | Ravensbrück-Prozesse                                           | Hamburg und Rastatt                           | Prozesse gegen Verantwortliche des KZ Ravensbrück                                          |
| 1946–1948      | Tokioter Prozesse                                              | Tokio                                         | Prozess gegen hohe Japanische Militärs und Politiker                                       |
| 1949           | Kriegsverbrecherprozesse von Chabarowsk                        | Chabarowsk                                    | Verhandlungen gegen Mitglieder der japanischen Guandong-Armee                              |
| 1950           | Waldheimer Prozesse                                            | Waldheim                                      | Schnellprozesse gegen Kriegsverbrecher des Zweiten Weltkriegs                              |
| 1959           | Pilotenprozesse von Santiago                                   | Santiago de Cuba                              | Revolutionstribunal gegen Angehörige der kubanischen Luftwaffe                             |
| 1961           | Eichmann-Prozess                                               | Jerusalem                                     | Anklage als Schlüsselfigur des Holocaust                                                   |
| 1963–1968      | Auschwitz-Prozesse                                             | Frankfurt am Main                             | Anklagen gegen die Verantwortlichen des Konzentrationslagers Auschwitz                     |
| seit 1993      | Internationaler Strafgerichtshof für das ehemalige Jugoslawien | Den Haag                                      | Verfolgung schwerer Verbrechen während der Jugoslawienkriege                               |
| seit 1994      | Internationaler Strafgerichtshof für Ruanda                    | Arusha (Tansania)                             | Aufarbeitung der Geschehnisse während des Völkermords in Ruanda                            |
| seit 2002      | Sondergerichtshof für Sierra Leone                             | Freetown                                      | Verfolgung der Verbrechen während des Bürgerkriegs in Sierra Leone                         |
| seit 2004      | Rote-Khmer-Tribunal                                            | Phnom Penh                                    | Verbrechen der Roten Khmer                                                                 |
| seit 2002      | Internationaler Strafgerichtshof                               | Den Haag                                      | erster ständiger internationaler Strafgerichtshof, u. a. Thomas Lubanga, Jean-Pierre Bemba |